# Saf-Saf
Pour les articles homonymes, voir Safsaf.
Saf-Saf est un oued du Nord-est de l’Algérie. Cet oued est le principal cours d’eau du bassin versant éponyme à l’Est de la ville de Skikda, drainant une surface de 1 158 km2 .

## Étymologie
Safsaf (صفصاف) en arabe signifie littéralement "osier", "saule" ou, au Maroc, "peuplier ou "tremble".

## Géographie
Le bassin versant du Saf-Saf, appartient au bassin côtier constantinois centre et se situe entre le bassin de l’oued Guebli à l’Ouest et celui de l'oued el Kebir ( à distinguer de l'oued el-Kebir situé dans la wilaya de Jijel ) à l’Est. Il est limité au Sud par Djebel El Hadjar et Djebel Oucheni, à l’Est par Djebel El Alia et Djebel Tangout, à l’Ouest par le massif de Collo et Djebel Boukhallouf, et la mer méditerranéenne au Nord.